# فندق سيمينول هارد روك وكازينو هوليوود
فندق سيمينول هارد روك وكازينو هوليوود (بالإنجليزية: Seminole Hard Rock Hotel & Casino Hollywood) يُعرف أيضًا باسم فندق الجيتار، نظرًا لبرجه الذي تم تشييده ليشبه غيتار جيبسون ليه بول، وهو فندق ومنتجع كازينو بالقرب من هوليوود، فلوريدا، الولايات المتحدة.